# 東急住宅リース
東急住宅リース株式会社 （とうきゅうじゅうたくリース、英: Tokyu Housing Lease Corporation）は、東京都港区海岸に本社を置く、東急グループの不動産会社である。

## 概要
東急住宅リースは、東急不動産ホールディングスグループ内で重複していた賃貸及び管理・運営等の機能を集約し、効率性向上を図る目的で2014年4月に設立された。
賃貸経営など不動産投資をメインとした資産運用のイノベーションパートナーであり、東急コミュニティー・東急リバブル・東急リロケーションの3社の賃貸住宅運営・社宅代行部門を統合して賃貸物件の運営管理会社として2015年に営業をスタートした。
「想いも、資産も。叶えていく。」というブランドメッセージを掲げ、首都圏を中心とした大都市で賃貸住宅事業を展開している。

## 沿革
- 2014年（平成26年）4月 - 東急住宅リース株式会社を設立。
- 2015年（平成27年）4月 - 東急コミュニティー、東急リバブルおよび東急リロケーションの3社の賃貸住宅管理事業を統合し、営業開始。
- 2016年（平成28年）10月 - 福岡センターを開設。
- 2018年（平成30年）5月 - 都心営業センターを開設。
- 2019年（平成31年/令和元年）
  - 4月 - 名古屋センターを開設。
  - 11月 - 東雲センターを開設。
- 2022年（令和4年）6月 - 都心営業センターを閉鎖し、機能を本社に集約。
- 2023年（令和5年）11月 - 本社を東京都港区海岸の汐留ビルディングへ移転。

## 事業所一覧
- 本社 - 東京都港区海岸1丁目2-20 汐留ビルディング6階
- 勝どきセンター - 東京都中央区勝どき1丁目13-6 プラザタワー勝どき1階
- 東雲センター - 東京都江東区東雲1丁目9-17 東雲キャナルコートCODAN管理サービス事務所
- 横浜支店 - 神奈川県横浜市西区北幸2丁目9-10 横浜HSビル3階
- 関西支店 - 大阪府大阪市北区芝田1丁目14-8 梅田北プレイス10階
- 名古屋センター ‐ 愛知県名古屋市東区東桜1丁目13-3 NHK名古屋放送センタービル8階
- 福岡センター ‐ 福岡県福岡市中央区天神2丁目14-2 福岡証券ビル6階

## 賃貸管理戸数
- 2016年度 8万3,000戸
- 2017年度 8万7,000戸
- 2018年度 9万3,000戸
- 2019年度 9万9,000戸
- 2020年度 10万7,000戸
- 2021年度 11万7,000戸
- 2022年度 12万5,000戸

## 主な管理実績
賃貸経営（マンション・アパート1棟）
- 東京ポートシティ竹芝 レジデンスタワー
- コンフォリア新宿イーストサイドタワー
- CONTRAL nakameguro
- パークナードフィット津雲台
- ルキシア薬院
- テレパレス柏てるて
- ブローテ横浜高島台
- ソアラノーム荻窪天沼
- LIBRA T AKATSUKI
- コンフォリア三宿
- プラザタワー勝どき
- ガーデニエール砧ウエスト
- アリーム稲毛海岸
- グウマグノリア
- ルフォンプログレ渋谷ヒルトップ

## 子会社
- 東急住宅マネジメント（社宅代行サービス）
- レジデンシャルパートナーズ（賃貸保証・家賃保証）